# Почешће
Почешће (алб. Poçestë) је насељено место у општини Пећ, на Косову и Метохији. Према попису становништва из 2011. у насељу је живело 404 становника.

## Становништво
Према попису из 2011. године, Почешће има следећи етнички састав становништва:
| Националност | 2011.        |
| Албанци      | 404 (100,0%) |
| Укупно       | 404          |

| Демографија | Демографија | Демографија |
| Година      | Становника  | Становника  |
| ----------- | ----------- | ----------- |
| 1948.       | 380         |             |
| 1953.       | 419         |             |
| 1961.       | 454         |             |
| 1971.       | 537         |             |
| 1981.       | 697         |             |
| 1991.       | 733         |             |
| 2011.       | 404         |             |